# Kępa Nowodworska
Kępa Nowodworska – część miasta Nowego Dworu Mazowieckiego, w województwie mazowieckim, w powiecie nowodworskim. Leży w środkowej części Nowego Dworu, w pobliżu Wisły. Do 1952 samodzielna miejscowość.
W latach 1867–1952 wieś w gminie Góra w powiecie warszawskim; 20 października 1933 utworzyła gromadę w granicach gminy Góra, składającą się z samej wsi Kępa Nowodworska.
W związku z utworzeniem powiatu nowodworskiego 1 lipca 1952, gromadę Kępa Nowodworska wyłączono z gminy Góra i włączono do Nowego Dworu Mazowieckiego.